# Calcio ai Giochi della XXIX Olimpiade - Convocazioni al torneo maschile
Questa pagina è un elenco di tutti i calciatori convocati ai giochi olimpici estivi 2008 di calcio.
Il regolamento prevede rose di diciotto giocatori con un massimo di tre giocatori "fuori quota" di età superiore ai ventitré anni, di seguito indicati negli elenchi con (+).
Può essere presentata anche una lista di quattro riserve che non potranno scendere in campo se non in sostituzione di un componente della squadra che dovrà abbandonare la competizione per infortunio o altri gravi motivi e comunque su autorizzazione dell'organizzazione.
Le rose sono state ufficializzate il 31 luglio 2008.

## Gruppo A

### Argentina
Allenatore:  Sergio Batista
| N. | Pos. | Giocatore               | Data nascita (età)         | Pres. | Reti | Squadra          |
| -- | ---- | ----------------------- | -------------------------- | ----- | ---- | ---------------- |
| 1  | P    | Óscar Ustari            | 3 luglio 1986 (22 anni)    |       |      | Getafe           |
| 2  | D    | Ezequiel Garay          | 10 ottobre 1986 (21 anni)  |       |      | Racing Santander |
| 3  | D    | Fabián Monzón           | 13 aprile 1987 (21 anni)   |       |      | Boca Juniors     |
| 4  | D    | Pablo Zabaleta          | 16 gennaio 1985 (23 anni)  |       |      | Espanyol         |
| 5  | C    | Fernando Gago           | 10 aprile 1986 (22 anni)   |       |      | Real Madrid      |
| 6  | D    | Federico Fazio          | 17 marzo 1987 (21 anni)    |       |      | Siviglia         |
| 7  | C    | José Ernesto Sosa       | 19 gennaio 1985 (23 anni)  |       |      | Bayern Monaco    |
| 8  | C    | Éver Banega             | 29 gennaio 1988 (20 anni)  |       |      | Valencia         |
| 9  | A    | Ezequiel Lavezzi        | 3 maggio 1985 (23 anni)    |       |      | Napoli           |
| 10 | C    | Juan Román Riquelme (+) | 24 giugno 1978 (30 anni)   |       |      | Boca Juniors     |
| 11 | C    | Ángel Di María          | 14 gennaio 1988 (20 anni)  |       |      | Benfica          |
| 12 | D    | Nicolás Pareja (+)      | 19 gennaio 1984 (24 anni)  |       |      | Anderlecht       |
| 13 | A    | Lautaro Acosta          | 14 marzo 1988 (20 anni)    |       |      | Siviglia         |
| 14 | C    | Javier Mascherano (+)   | 8 giugno 1984 (24 anni)    |       |      | Liverpool        |
| 15 | A    | Lionel Messi            | 24 giugno 1987 (21 anni)   |       |      | Barcellona       |
| 16 | A    | Sergio Agüero           | 2 giugno 1988 (20 anni)    |       |      | Atlético Madrid  |
| 17 | A    | Diego Buonanotte        | 19 aprile 1988 (20 anni)   |       |      | River Plate      |
| 18 | P    | Sergio Romero           | 22 febbraio 1987 (21 anni) |       |      | AZ Alkmaar       |
| 22 | P    | Nicolás Navarro         | 25 marzo 1985 (23 anni)    |       |      | Napoli           |

### Australia
Allenatore:  Graham Arnold
| N. | Pos. | Giocatore             | Data nascita (età)         | Pres. | Reti | Squadra           |
| -- | ---- | --------------------- | -------------------------- | ----- | ---- | ----------------- |
| 1  | P    | Adam Federici         | 31 gennaio 1985 (23 anni)  |       |      | Reading           |
| 2  | D    | Jade North (+)        | 7 gennaio 1982 (26 anni)   |       |      | Newcastle Jets    |
| 3  | D    | Adrian Leijer         | 25 marzo 1986 (22 anni)    |       |      | Fulham            |
| 4  | D    | Mark Milligan         | 4 agosto 1985 (23 anni)    |       |      | Sydney FC         |
| 5  | D    | Matthew Špiranović    | 27 giugno 1988 (20 anni)   |       |      | Norimberga        |
| 6  | D    | Nikolai Topor-Stanley | 11 maggio 1985 (23 anni)   |       |      | Perth Glory       |
| 7  | C    | Neil Kilkenny         | 19 dicembre 1985 (22 anni) |       |      | Leeds Utd         |
| 8  | C    | Stuart Musialik       | 29 marzo 1985 (23 anni)    |       |      | Sydney FC         |
| 9  | A    | Mark Bridge           | 7 novembre 1985 (22 anni)  |       |      | Sydney FC         |
| 10 | A    | Archie Thompson (+)   | 23 ottobre 1978 (29 anni)  |       |      | Melbourne Victory |
| 11 | C    | David Carney (+)      | 30 novembre 1983 (24 anni) |       |      | Sheffield Utd     |
| 12 | D    | Trent McClenahan      | 4 febbraio 1985 (23 anni)  |       |      | Hereford Utd      |
| 13 | C    | Ruben Zadkovich       | 23 maggio 1986 (22 anni)   |       |      | Derby County      |
| 14 | C    | James Troisi          | 3 luglio 1988 (20 anni)    |       |      | Newcastle Utd     |
| 15 | C    | Kristian Sarkies      | 25 ottobre 1986 (21 anni)  |       |      | Adelaide Utd      |
| 16 | C    | Blagoja Celeski       | 14 luglio 1985 (23 anni)   |       |      | Melbourne Victory |
| 17 | A    | Nikita Rukavytsya     | 22 giugno 1987 (21 anni)   |       |      | Perth Glory       |
| 18 | P    | Tando Velaphi         | 17 febbraio 1987 (21 anni) |       |      | Perth Glory       |
| 21 | A    | Matt Simon            | 22 gennaio 1986 (22 anni)  |       |      | C.C. Mariners     |

### Costa d'Avorio
Allenatore:  Gérard Gili
| N. | Pos. | Giocatore               | Data nascita (età)         | Pres. | Reti | Squadra       |
| -- | ---- | ----------------------- | -------------------------- | ----- | ---- | ------------- |
| 1  | P    | Vincent Angban          | 2 febbraio 1985 (23 anni)  |       |      | ASEC Mimosas  |
| 2  | D    | Serges Wawa             | 1º gennaio 1986 (22 anni)  |       |      | ASEC Mimosas  |
| 3  | D    | Ousmane Viera           | 21 dicembre 1986 (21 anni) |       |      | CFR Cluj      |
| 4  | D    | Souleymane Bamba        | 13 gennaio 1985 (23 anni)  |       |      | Dunfermline   |
| 5  | C    | Benjamin Angoua         | 28 novembre 1986 (21 anni) |       |      | Honvéd        |
| 6  | C    | Hervé Kambou            | 1º maggio 1985 (23 anni)   |       |      | Charleroi     |
| 7  | C    | Kafoumba Coulibaly      | 26 ottobre 1985 (22 anni)  |       |      | Nizza         |
| 8  | A    | Salomon Kalou           | 5 agosto 1985 (23 anni)    |       |      | Chelsea       |
| 9  | A    | Franck Dja Djédjé       | 2 giugno 1986 (22 anni)    |       |      | Grenoble      |
| 10 | C    | Emmanuel Koné           | 31 dicembre 1986 (21 anni) |       |      | CFR Cluj      |
| 11 | C    | Anthony Moura-Komenan   | 20 gennaio 1986 (22 anni)  |       |      | FC Libourne   |
| 12 | D    | Mamadou Bagayoko        | 31 dicembre 1989 (18 anni) |       |      | Africa Sports |
| 13 | A    | Abraham Guié Gneki      | 25 luglio 1986 (22 anni)   |       |      | Honvéd        |
| 14 | A    | Gervinho                | 27 maggio 1987 (21 anni)   |       |      | Le Mans       |
| 15 | D    | Mekeme Tamla Ladji      | 19 dicembre 1985 (22 anni) |       |      | KSK Beveren   |
| 16 | P    | Christian Fabrice Okoua | 18 novembre 1991 (16 anni) |       |      | Africa Sports |
| 17 | C    | Antoine N'Gossan        | 30 novembre 1990 (17 anni) |       |      | ASEC Mimosas  |
| 18 | A    | Sekou Cissé             | 23 maggio 1985 (23 anni)   |       |      | Roda JC       |

### Serbia
Allenatore:  Miroslav Đukić
| N. | Pos. | Giocatore               | Data nascita (età)         | Pres. | Reti | Squadra           |
| -- | ---- | ----------------------- | -------------------------- | ----- | ---- | ----------------- |
| 1  | P    | Vladimir Stojković (+)  | 29 luglio 1983 (25 anni)   |       |      | Sporting Lisbona  |
| 2  | D    | Marko Jovanović         | 26 marzo 1988 (20 anni)    |       |      | Partizan          |
| 3  | D    | Aleksandar Kolarov      | 10 novembre 1985 (22 anni) |       |      | Lazio             |
| 4  | D    | Gojko Kačar             | 26 gennaio 1987 (21 anni)  |       |      | Hertha Berlino    |
| 5  | D    | Slobodan Rajković       | 3 febbraio 1989 (19 anni)  |       |      | Twente            |
| 6  | C    | Predrag Pavlović        | 19 giugno 1986 (22 anni)   |       |      | Napredak Kruševac |
| 7  | C    | Milan Smiljanić         | 19 novembre 1986 (21 anni) |       |      | Espanyol          |
| 8  | C    | Nikola Gulan            | 23 marzo 1989 (19 anni)    |       |      | Fiorentina        |
| 9  | A    | Đorđe Rakić             | 31 ottobre 1985 (22 anni)  |       |      | Salisburgo        |
| 11 | D    | Duško Tošić             | 19 gennaio 1985 (23 anni)  |       |      | Werder Brema      |
| 12 | C    | Dušan Tadić             | 20 novembre 1988 (19 anni) |       |      | Vojvodina         |
| 13 | C    | Ljubomir Fejsa          | 14 agosto 1988 (19 anni)   |       |      | Hajduk Kula       |
| 14 | A    | Miljan Mrdaković (+)    | 6 maggio 1982 (26 anni)    |       |      | Vitória Guimarães |
| 15 | C    | Aleksandar Živković (+) | 28 luglio 1977 (31 anni)   |       |      | Shandong Taishan  |
| 16 | D    | Nenad Tomović           | 30 agosto 1987 (20 anni)   |       |      | Stella Rossa      |
| 17 | C    | Zoran Tošić             | 28 marzo 1987 (21 anni)    |       |      | Partizan          |
| 18 | P    | Saša Stamenković        | 5 gennaio 1985 (23 anni)   |       |      | Napredak Kruševac |
| 19 | A    | Andrija Kaluđerović     | 5 luglio 1987 (21 anni)    |       |      | OFK Belgrado      |

## Gruppo B

### Giappone
Allenatore:  Yasuharu Sorimachi
| N. | Pos. | Giocatore          | Data nascita (età)          | Pres. | Reti | Squadra            |
| -- | ---- | ------------------ | --------------------------- | ----- | ---- | ------------------ |
| 1  | P    | Shūsaku Nishikawa  | 18 giugno 1986 (22 anni)    |       |      | Oita Trinita       |
| 2  | C    | Hajime Hosogai     | 10 giugno 1986 (22 anni)    |       |      | Urawa Reds         |
| 3  | D    | Maya Yoshida       | 24 agosto 1988 (19 anni)    |       |      | Nagoya Grampus     |
| 4  | D    | Hiroki Mizumoto    | 12 settembre 1985 (22 anni) |       |      | Kyoto Purple Sanga |
| 5  | D    | Yūto Nagatomo      | 12 settembre 1986 (21 anni) |       |      | FC Tokyo           |
| 6  | D    | Masato Morishige   | 21 maggio 1987 (21 anni)    |       |      | Oita Trinita       |
| 7  | D    | Atsuto Uchida      | 27 marzo 1988 (20 anni)     |       |      | Kashima Antlers    |
| 8  | C    | Keisuke Honda      | 13 giugno 1986 (22 anni)    |       |      | VVV-Venlo          |
| 9  | A    | Yōhei Toyoda       | 11 aprile 1985 (23 anni)    |       |      | Montedio Yamagata  |
| 10 | C    | Yōhei Kajiyama     | 24 settembre 1985 (22 anni) |       |      | FC Tokyo           |
| 11 | A    | Shinji Okazaki     | 16 aprile 1986 (22 anni)    |       |      | Shimizu S-Pulse    |
| 12 | C    | Hiroyuki Taniguchi | 27 giugno 1985 (23 anni)    |       |      | Kawasaki Frontale  |
| 13 | D    | Michihiro Yasuda   | 20 dicembre 1987 (20 anni)  |       |      | Gamba Osaka        |
| 14 | C    | Shinji Kagawa      | 17 marzo 1989 (19 anni)     |       |      | Cerezo Osaka       |
| 15 | A    | Takayuki Morimoto  | 7 maggio 1988 (20 anni)     |       |      | Catania            |
| 16 | C    | Takuya Honda       | 17 aprile 1985 (23 anni)    |       |      | Shimizu S-Pulse    |
| 17 | A    | Tadanari Lee       | 19 dicembre 1985 (22 anni)  |       |      | Kashiwa Reysol     |
| 18 | P    | Kaito Yamamoto     | 10 luglio 1985 (23 anni)    |       |      | Shimizu S-Pulse    |

### Nigeria
Allenatore:  Samson Siasia
| N. | Pos. | Giocatore            | Data nascita (età)         | Pres. | Reti | Squadra          |
| -- | ---- | -------------------- | -------------------------- | ----- | ---- | ---------------- |
| 1  | P    | Ambruse Vanzekin     | 14 luglio 1986 (22 anni)   |       |      | Akwa Utd         |
| 2  | D    | Chibuzor Okonkwo     | 16 dicembre 1988 (19 anni) |       |      | Bayelsa United   |
| 4  | D    | Onyekachi Apam       | 30 dicembre 1985 (22 anni) |       |      | Nizza            |
| 5  | D    | Dele Adeleye         | 25 dicembre 1988 (19 anni) |       |      | Sparta Rotterdam |
| 6  | C    | Monday James         | 19 ottobre 1986 (21 anni)  |       |      | Bayelsa United   |
| 7  | A    | Chinedu Obasi        | 1º giugno 1986 (22 anni)   |       |      | Hoffenheim       |
| 8  | C    | Sani Kaita           | 2 maggio 1986 (22 anni)    |       |      | Sparta Rotterdam |
| 9  | A    | Victor Obinna        | 25 marzo 1987 (21 anni)    |       |      | Chievo           |
| 10 | C    | Isaac Promise        | 2 dicembre 1987 (20 anni)  |       |      | Trabzonspor      |
| 11 | A    | Solomon Okoronkwo    | 2 marzo 1987 (21 anni)     |       |      | Hertha Berlino   |
| 12 | C    | Oluwafemi Ajilore    | 18 gennaio 1985 (23 anni)  |       |      | Groningen        |
| 13 | D    | Olubayo Adefemi      | 13 agosto 1985 (22 anni)   |       |      | Hapoel Bnei Lod  |
| 14 | A    | Peter Odemwingie (+) | 15 luglio 1981 (27 anni)   |       |      | Lokomotiv Mosca  |
| 15 | D    | Efe Ambrose          | 18 ottobre 1988 (19 anni)  |       |      | Kaduna United    |
| 16 | A    | Victor Anichebe      | 23 aprile 1988 (20 anni)   |       |      | Everton          |
| 17 | C    | Emmanuel Ekpo        | 20 dicembre 1987 (20 anni) |       |      | Columbus Crew    |
| 18 | P    | Ikechukwu Ezenwa     | 16 ottobre 1988 (19 anni)  |       |      | Ocean Boys       |
| 19 | C    | Oladapo Olufemi      | 5 novembre 1988 (19 anni)  |       |      | Boavista         |

### Paesi Bassi
Allenatore:  Foppe de Haan
| N. | Pos. | Giocatore          | Data nascita (età)          | Pres. | Reti | Squadra       |
| -- | ---- | ------------------ | --------------------------- | ----- | ---- | ------------- |
| 1  | P    | Piet Velthuizen    | 3 novembre 1986 (21 anni)   |       |      | Vitesse       |
| 2  | D    | Gianni Zuiverloon  | 30 dicembre 1986 (21 anni)  |       |      | West Bromwich |
| 3  | D    | Dirk Marcellis     | 13 aprile 1988 (20 anni)    |       |      | PSV           |
| 4  | D    | Kew Jaliens (+)    | 15 settembre 1978 (29 anni) |       |      | AZ Alkmaar    |
| 5  | D    | Erik Pieters       | 7 agosto 1988 (20 anni)     |       |      | PSV           |
| 6  | C    | Kees Luijckx       | 11 febbraio 1986 (22 anni)  |       |      | Excelsior     |
| 7  | C    | Jonathan de Guzmán | 13 settembre 1987 (20 anni) |       |      | Feyenoord     |
| 8  | C    | Urby Emanuelson    | 16 giugno 1986 (22 anni)    |       |      | Ajax          |
| 9  | A    | Roy Makaay (+)     | 9 marzo 1975 (33 anni)      |       |      | Feyenoord     |
| 10 | A    | Gerald Sibon (+)   | 19 aprile 1974 (34 anni)    |       |      | Heerenveen    |
| 11 | A    | Ryan Babel         | 19 dicembre 1986 (21 anni)  |       |      | Liverpool     |
| 12 | C    | Hedwiges Maduro    | 13 febbraio 1985 (23 anni)  |       |      | Valencia      |
| 13 | D    | Calvin Jong-a-Pin  | 18 luglio 1986 (22 anni)    |       |      | Heerenveen    |
| 14 | A    | Evander Sno        | 9 aprile 1987 (21 anni)     |       |      | Celtic        |
| 15 | C    | Royston Drenthe    | 8 aprile 1987 (21 anni)     |       |      | Real Madrid   |
| 16 | A    | Roy Beerens        | 22 dicembre 1987 (20 anni)  |       |      | Heerenveen    |
| 17 | C    | Otman Bakkal       | 27 febbraio 1985 (23 anni)  |       |      | PSV           |
| 18 | P    | Kenneth Vermeer    | 10 gennaio 1986 (22 anni)   |       |      | Ajax          |

### Stati Uniti
Allenatore:  Piotr Nowak
| N. | Pos. | Giocatore             | Data nascita (età)         | Pres. | Reti | Squadra         |
| -- | ---- | --------------------- | -------------------------- | ----- | ---- | --------------- |
| 1  | P    | Chris Seitz           | 12 marzo 1987 (21 anni)    |       |      | Real Salt Lake  |
| 2  | D    | Marvell Wynne         | 8 maggio 1986 (22 anni)    |       |      | Toronto FC      |
| 3  | D    | Michael Orozco        | 7 febbraio 1986 (22 anni)  |       |      | San Luis        |
| 4  | C    | Michael Bradley       | 31 luglio 1987 (21 anni)   |       |      | Heerenveen      |
| 5  | C    | Dax McCarty           | 30 aprile 1987 (21 anni)   |       |      | FC Dallas       |
| 6  | D    | Maurice Edu           | 18 aprile 1986 (22 anni)   |       |      | Toronto FC      |
| 7  | C    | Stuart Holden         | 1º agosto 1985 (23 anni)   |       |      | Houston Dynamo  |
| 8  | C    | Danny Szetela         | 7 giugno 1987 (21 anni)    |       |      | Brescia         |
| 9  | A    | Charlie Davies        | 25 giugno 1986 (22 anni)   |       |      | Hammarby        |
| 10 | C    | Benny Feilhaber       | 19 gennaio 1985 (23 anni)  |       |      | Derby County    |
| 11 | A    | Freddy Adu            | 2 giugno 1989 (19 anni)    |       |      | Benfica         |
| 12 | A    | Jozy Altidore         | 6 novembre 1989 (18 anni)  |       |      | N.Y. Red Bulls  |
| 13 | D    | Patrick Ianni         | 15 giugno 1985 (23 anni)   |       |      | Houston Dynamo  |
| 14 | C    | Robbie Rogers         | 12 maggio 1987 (21 anni)   |       |      | Columbus Crew   |
| 15 | D    | Michael Parkhurst (+) | 22 gennaio 1984 (24 anni)  |       |      | N.E. Revolution |
| 16 | C    | Sacha Kljestan        | 9 settembre 1985 (22 anni) |       |      | Chivas USA      |
| 17 | A    | Brian McBride (+)     | 19 giugno 1972 (36 anni)   |       |      | Fulham          |
| 18 | P    | Brad Guzan (+)        | 9 settembre 1984 (23 anni) |       |      | Aston Villa     |

## Gruppo C

### Belgio
Allenatore:  Jean-François De Sart
| N. | Pos. | Giocatore              | Data nascita (età)          | Pres. | Reti | Squadra        |
| -- | ---- | ---------------------- | --------------------------- | ----- | ---- | -------------- |
| 1  | P    | Logan Bailly           | 27 dicembre 1985 (22 anni)  |       |      | Genk           |
| 2  | D    | Sepp De Roover (+)     | 12 novembre 1984 (23 anni)  |       |      | Groningen      |
| 3  | D    | Vincent Kompany        | 10 aprile 1986 (22 anni)    |       |      | Amburgo        |
| 4  | D    | Thomas Vermaelen       | 14 novembre 1985 (22 anni)  |       |      | Ajax           |
| 5  | D    | Sébastien Pocognoli    | 1º agosto 1987 (21 anni)    |       |      | AZ Alkmaar     |
| 6  | C    | Marouane Fellaini      | 22 novembre 1987 (20 anni)  |       |      | Standard Liegi |
| 7  | A    | Tom De Mul             | 4 marzo 1986 (22 anni)      |       |      | Siviglia       |
| 8  | C    | Faris Haroun           | 22 settembre 1985 (22 anni) |       |      | Genk           |
| 9  | A    | Kevin Mirallas         | 5 ottobre 1987 (20 anni)    |       |      | Lilla          |
| 10 | C    | Jan Vertonghen         | 24 aprile 1987 (21 anni)    |       |      | Ajax           |
| 11 | C    | Maarten Martens (+)    | 2 luglio 1984 (24 anni)     |       |      | AZ Alkmaar     |
| 12 | P    | Yves Makabu-Makalambay | 31 gennaio 1986 (22 anni)   |       |      | Hibernian      |
| 13 | D    | Laurent Ciman          | 5 agosto 1985 (23 anni)     |       |      | Club Bruges    |
| 14 | C    | Landry Mulemo          | 17 settembre 1986 (21 anni) |       |      | Standard Liegi |
| 15 | D    | Jeroen Simaeys         | 12 maggio 1985 (23 anni)    |       |      | Club Bruges    |
| 16 | C    | Anthony Vanden Borre   | 24 ottobre 1987 (20 anni)   |       |      | Genoa          |
| 17 | A    | Stijn De Smet          | 27 marzo 1985 (23 anni)     |       |      | Club Bruges    |
| 18 | A    | Moussa Dembélé         | 16 luglio 1987 (21 anni)    |       |      | AZ Alkmaar     |
| 19 | C    | Vadis Odjidja-Ofoe     | 2 febbraio 1989 (19 anni)   |       |      | Amburgo        |
| 22 | P    | Yves De Winter         | 25 maggio 1987 (21 anni)    |       |      | Westerlo       |

### Brasile
Allenatore:  Dunga
| N. | Pos. | Giocatore        | Data nascita (età)          | Pres. | Reti | Squadra         |
| -- | ---- | ---------------- | --------------------------- | ----- | ---- | --------------- |
| 1  | P    | Diego Alves      | 24 giugno 1985 (23 anni)    |       |      | Almería         |
| 2  | D    | Rafinha          | 7 settembre 1985 (22 anni)  |       |      | Schalke 04      |
| 3  | D    | Alex Silva       | 10 marzo 1985 (23 anni)     |       |      | San Paolo       |
| 4  | D    | Thiago Silva (+) | 22 settembre 1984 (23 anni) |       |      | Fluminense      |
| 5  | C    | Hernanes         | 29 maggio 1985 (23 anni)    |       |      | San Paolo       |
| 6  | D    | Marcelo          | 12 maggio 1988 (20 anni)    |       |      | Real Madrid     |
| 7  | C    | Anderson         | 13 aprile 1988 (20 anni)    |       |      | Manchester Utd  |
| 8  | C    | Lucas            | 9 gennaio 1987 (21 anni)    |       |      | Liverpool       |
| 9  | A    | Pato             | 2 settembre 1989 (18 anni)  |       |      | Milan           |
| 10 | C    | Ronaldinho (+)   | 21 marzo 1980 (28 anni)     |       |      | Milan           |
| 11 | C    | Ramires          | 24 marzo 1987 (21 anni)     |       |      | Cruzeiro        |
| 12 | P    | Renan            | 24 gennaio 1985 (23 anni)   |       |      | Internacional   |
| 13 | D    | Ilsinho          | 12 ottobre 1985 (22 anni)   |       |      | Šachtar         |
| 14 | D    | Breno            | 13 ottobre 1989 (18 anni)   |       |      | Bayern Monaco   |
| 15 | C    | Diego            | 28 febbraio 1985 (23 anni)  |       |      | Werder Brema    |
| 16 | C    | Thiago Neves     | 27 febbraio 1985 (23 anni)  |       |      | Fluminense      |
| 17 | A    | Rafael Sóbis     | 17 giugno 1985 (23 anni)    |       |      | Real Betis      |
| 18 | A    | Jô               | 20 marzo 1987 (21 anni)     |       |      | Manchester City |

### Cina
Allenatore:  Yin Tiesheng
| N. | Pos. | Giocatore      | Data nascita (età)          | Pres. | Reti | Squadra          |
| -- | ---- | -------------- | --------------------------- | ----- | ---- | ---------------- |
| 1  | P    | Qiu Shengjiong | 1º settembre 1985 (22 anni) |       |      | Shanghai Shenhua |
| 2  | D    | Tan Wangsong   | 19 dicembre 1985 (22 anni)  |       |      | Tianjin Teda     |
| 3  | D    | Feng Xiaoting  | 22 ottobre 1985 (22 anni)   |       |      | Dalian Shide     |
| 4  | D    | Yuan Weiwei    | 19 dicembre 1985 (22 anni)  |       |      | Shandong Taishan |
| 5  | D    | Li Weifeng (+) | 1º dicembre 1978 (29 anni)  |       |      | Shanghai Shenhua |
| 6  | C    | Zhou Haibin    | 19 luglio 1985 (23 anni)    |       |      | Shandong Taishan |
| 7  | C    | Hao Junmin     | 24 marzo 1987 (21 anni)     |       |      | Tianjin Teda     |
| 8  | C    | Zheng Zhi (+)  | 20 agosto 1980 (27 anni)    |       |      | Charlton         |
| 9  | A    | Gao Lin        | 14 febbraio 1986 (22 anni)  |       |      | Shanghai Shenhua |
| 10 | A    | Han Peng (+)   | 23 settembre 1983 (24 anni) |       |      | Shandong Taishan |
| 11 | A    | Chen Tao       | 11 marzo 1985 (23 anni)     |       |      | Changsha Ginde   |
| 12 | C    | Cui Peng       | 31 maggio 1987 (21 anni)    |       |      | Shandong Taishan |
| 13 | C    | Shen Longyuan  | 2 marzo 1985 (23 anni)      |       |      | Shanghai Shenhua |
| 14 | D    | Wan Houliang   | 25 febbraio 1986 (22 anni)  |       |      | Shanxi Chanba    |
| 15 | A    | Jiang Ning     | 1º settembre 1986 (21 anni) |       |      | Q. Zhongneng     |
| 16 | D    | Zhao Xuri      | 3 dicembre 1985 (22 anni)   |       |      | Dalian Shide     |
| 17 | A    | Dong Fangzhuo  | 10 aprile 1985 (23 anni)    |       |      | Manchester Utd   |
| 18 | P    | Liu Zhenli     | 26 giugno 1985 (23 anni)    |       |      | Q. Zhongneng     |
| 20 | A    | Zhu Ting       | 15 giugno 1985 (23 anni)    |       |      | Dalian Shide     |

### Nuova Zelanda
Allenatore:  Stu Jacobs
| N. | Pos. | Giocatore         | Data nascita (età)         | Pres. | Reti | Squadra            |
| -- | ---- | ----------------- | -------------------------- | ----- | ---- | ------------------ |
| 1  | P    | Jacob Spoonley    | 3 marzo 1987 (21 anni)     |       |      | Miramar Rangers    |
| 2  | D    | Aaron Scott       | 18 luglio 1986 (22 anni)   |       |      | Waikato            |
| 3  | D    | Ian Hogg          | 15 dicembre 1989 (18 anni) |       |      | Hawke’s Bay Utd    |
| 4  | C    | Cole Peverley     | 3 luglio 1988 (20 anni)    |       |      | Hawke’s Bay Utd    |
| 5  | D    | Ryan Nelsen (+)   | 18 ottobre 1977 (30 anni)  |       |      | Blackburn          |
| 6  | D    | Michael Boxall    | 18 agosto 1988 (19 anni)   |       |      | UCSB Gauchos       |
| 7  | C    | Simon Elliott (+) | 10 giugno 1974 (34 anni)   |       |      | Fulham             |
| 8  | C    | Craig Henderson   | 24 giugno 1987 (21 anni)   |       |      | Dartmouth BG       |
| 9  | A    | Daniel Ellensohn  | 9 agosto 1985 (22 anni)    |       |      | Team Wellington    |
| 10 | A    | Chris Killen (+)  | 8 ottobre 1981 (26 anni)   |       |      | Celtic             |
| 11 | C    | Jeremy Brockie    | 7 ottobre 1987 (20 anni)   |       |      | Hawke’s Bay Utd    |
| 12 | D    | Steven Old        | 17 febbraio 1986 (22 anni) |       |      | Macarthur Rams     |
| 13 | C    | Shaun van Rooyen  | 27 aprile 1987 (21 anni)   |       |      | Waikato            |
| 14 | D    | Cole Tinkler      | 5 maggio 1986 (22 anni)    |       |      | Team Wellington    |
| 15 | A    | Greg Draper       | 13 agosto 1989 (18 anni)   |       |      | Wellington Phoenix |
| 16 | D    | Sam Jenkins       | 17 febbraio 1987 (21 anni) |       |      | Western Suburbs    |
| 17 | A    | Sam Messam        | 2 marzo 1986 (22 anni)     |       |      | Hawke’s Bay Utd    |
| 18 | P    | Liam Little       | 27 luglio 1986 (22 anni)   |       |      | Southern United    |

## Gruppo D

### Camerun
Allenatore:  Martin Ndtoungou
| N. | Pos. | Giocatore              | Data nascita (età)         | Pres. | Reti | Squadra             |
| -- | ---- | ---------------------- | -------------------------- | ----- | ---- | ------------------- |
| 1  | P    | Amour Patrick Tignyemb | 14 giugno 1985 (23 anni)   |       |      | Tonnerre Yaoundé    |
| 2  | A    | Albert Baning          | 9 marzo 1985 (23 anni)     |       |      | Paris Saint-Germain |
| 3  | D    | Antonio Ghomsi         | 22 aprile 1986 (22 anni)   |       |      | Juve Stabia         |
| 4  | D    | André Bikey            | 8 gennaio 1985 (23 anni)   |       |      | Reading             |
| 5  | D    | Alexandre Song         | 9 settembre 1987 (20 anni) |       |      | Arsenal             |
| 6  | C    | Stéphane M'Bia         | 20 maggio 1986 (22 anni)   |       |      | Rennes              |
| 7  | A    | Marc Mboua             | 26 febbraio 1987 (21 anni) |       |      | Cambuur             |
| 8  | C    | Georges Mandjeck       | 8 dicembre 1988 (19 anni)  |       |      | Stoccarda           |
| 9  | C    | Franck Songo'o         | 14 maggio 1987 (21 anni)   |       |      | Portsmouth          |
| 10 | A    | Christian Bekamenga    | 9 maggio 1986 (22 anni)    |       |      | Nantes              |
| 11 | A    | Gustave Bebbe (+)      | 22 giugno 1982 (26 anni)   |       |      | Ankaragücü          |
| 12 | D    | Paul Bebey Kingué      | 9 novembre 1986 (21 anni)  |       |      | Les Astres          |
| 13 | D    | Nicolas N'Koulou       | 27 marzo 1990 (18 anni)    |       |      | Monaco              |
| 14 | C    | Aurélien Chedjou       | 20 giugno 1985 (23 anni)   |       |      | Lilla               |
| 15 | A    | Serge N'Gal            | 13 gennaio 1986 (22 anni)  |       |      | União Leiria        |
| 16 | P    | Joslain Mayebi         | 14 ottobre 1986 (21 anni)  |       |      | Hakoah Ramat Gan    |
| 17 | C    | Alain Junior Ollé Ollé | 11 aprile 1987 (21 anni)   |       |      | Friburgo            |
| 18 | D    | Alexis Enam            | 25 novembre 1986 (21 anni) |       |      | Club Africain       |
| 22 | D    | Guy Bondoa             | 2 gennaio 1987 (21 anni)   |       |      | DAC Dunajská Streda |

### Corea del Sud
Allenatore:  Park Sung-Wha
| N. | Pos. | Giocatore        | Data nascita (età)          | Pres. | Reti | Squadra               |
| -- | ---- | ---------------- | --------------------------- | ----- | ---- | --------------------- |
| 1  | P    | Jung Sung-ryong  | 4 gennaio 1985 (23 anni)    |       |      | S. Ilhwa Chunma       |
| 2  | D    | Shin Kwang-Hoon  | 18 marzo 1987 (21 anni)     |       |      | Jeonbuk Hyundai       |
| 3  | D    | Kim Dong-jin (+) | 29 gennaio 1982 (26 anni)   |       |      | Zenit San Pietroburgo |
| 4  | D    | Kang Min-Soo     | 14 febbraio 1986 (22 anni)  |       |      | Jeonbuk Hyundai       |
| 5  | D    | Kim Chang-Soo    | 12 settembre 1985 (22 anni) |       |      | Busan IPark           |
| 6  | D    | Kim Jin-Kyu      | 16 febbraio 1985 (23 anni)  |       |      | Seoul                 |
| 7  | C    | Oh Jang-Eun      | 24 luglio 1985 (23 anni)    |       |      | Ulsan HD              |
| 8  | C    | Kim Jung-woo (+) | 9 maggio 1982 (26 anni)     |       |      | S. Ilhwa Chunma       |
| 9  | A    | Shin Young-Rok   | 27 marzo 1987 (21 anni)     |       |      | Suwon Bluewings       |
| 10 | A    | Park Chu-Young   | 10 luglio 1985 (23 anni)    |       |      | Seoul                 |
| 11 | C    | Lee Chung-Yong   | 2 luglio 1988 (20 anni)     |       |      | Seoul                 |
| 12 | C    | Ki Sung-Yueng    | 24 gennaio 1989 (19 anni)   |       |      | Seoul                 |
| 13 | C    | Kim Seung-Yong   | 14 marzo 1985 (23 anni)     |       |      | Gwangju Sangmu        |
| 14 | C    | Baek Ji-Hoon     | 28 febbraio 1985 (23 anni)  |       |      | Suwon Bluewings       |
| 15 | D    | Kim Kun-Hoan     | 12 agosto 1986 (21 anni)    |       |      | Univ. Kyung Hee       |
| 16 | C    | Cho Young-Cheol  | 31 maggio 1989 (19 anni)    |       |      | Yokohama FC           |
| 17 | A    | Lee Keun-ho      | 11 aprile 1985 (23 anni)    |       |      | Daegu                 |
| 18 | P    | Song Yoo-Geol    | 16 febbraio 1985 (23 anni)  |       |      | Incheon Utd           |

### Honduras
Allenatore:  Gilberto Yearwood
| N. | Pos. | Giocatore            | Data nascita (età)          | Pres. | Reti | Squadra          |
| -- | ---- | -------------------- | --------------------------- | ----- | ---- | ---------------- |
| 1  | P    | Kevin Hernández      | 21 dicembre 1985 (22 anni)  |       |      | Victoria         |
| 2  | D    | Quiarol Arzú         | 3 marzo 1985 (23 anni)      |       |      | Platense         |
| 3  | D    | David Molina         | 14 marzo 1988 (20 anni)     |       |      | Motagua          |
| 4  | D    | Samuel Caballero (+) | 24 dicembre 1974 (33 anni)  |       |      | Changchun Yatai  |
| 5  | D    | Erick Norales        | 11 febbraio 1985 (23 anni)  |       |      | Marathón         |
| 6  | D    | Oscar Andrés Morales | 12 maggio 1986 (22 anni)    |       |      | Real España      |
| 7  | C    | Emil Martínez (+)    | 17 settembre 1982 (25 anni) |       |      | Shanghai Shenhua |
| 8  | C    | Rigoberto Padilla    | 1º dicembre 1985 (22 anni)  |       |      | Hispano          |
| 9  | A    | Carlos Pavón (+)     | 9 ottobre 1973 (34 anni)    |       |      | Real España      |
| 10 | C    | Ramón Núñez          | 14 novembre 1985 (22 anni)  |       |      | Olimpia          |
| 11 | A    | Luis Rodas           | 3 gennaio 1985 (23 anni)    |       |      | Motagua          |
| 12 | C    | Jorge Claros         | 8 gennaio 1986 (22 anni)    |       |      | Motagua          |
| 13 | C    | Hendry Thomas        | 23 febbraio 1985 (23 anni)  |       |      | Olimpia          |
| 14 | A    | Jefferson Bernárdez  | 27 marzo 1987 (21 anni)     |       |      | Motagua          |
| 15 | A    | Luis Alfredo López   | 29 agosto 1986 (21 anni)    |       |      | Marathón         |
| 16 | C    | Marvin Sánchez       | 2 novembre 1986 (21 anni)   |       |      | Platense         |
| 17 | D    | David Álvarez        | 5 dicembre 1985 (22 anni)   |       |      | Hispano          |
| 18 | P    | Obed Enamorado       | 15 settembre 1985 (22 anni) |       |      | Vida             |
| 20 | C    | Éder Delgado         | 20 novembre 1986 (21 anni)  |       |      | Real España      |
| 21 | A    | José Güity           | 19 maggio 1985 (23 anni)    |       |      | Marathón         |

### Italia
Allenatore:  Pierluigi Casiraghi
| N. | Pos. | Giocatore            | Data nascita (età)          | Pres. | Reti | Squadra    |
| -- | ---- | -------------------- | --------------------------- | ----- | ---- | ---------- |
| 1  | P    | Emiliano Viviano     | 1º dicembre 1985 (22 anni)  |       |      | Brescia    |
| 2  | D    | Marco Motta          | 14 maggio 1986 (22 anni)    |       |      | Torino     |
| 3  | D    | Paolo De Ceglie      | 17 settembre 1986 (21 anni) |       |      | Juventus   |
| 4  | C    | Antonio Nocerino     | 9 aprile 1985 (23 anni)     |       |      | Palermo    |
| 5  | C    | Luca Cigarini        | 20 giugno 1986 (22 anni)    |       |      | Parma      |
| 6  | D    | Domenico Criscito    | 30 dicembre 1986 (21 anni)  |       |      | Genoa      |
| 7  | C    | Riccardo Montolivo   | 18 gennaio 1985 (23 anni)   |       |      | Fiorentina |
| 8  | C    | Claudio Marchisio    | 19 gennaio 1986 (22 anni)   |       |      | Juventus   |
| 9  | A    | Tommaso Rocchi (+)   | 19 settembre 1977 (30 anni) |       |      | Lazio      |
| 10 | A    | Sebastian Giovinco   | 26 gennaio 1987 (21 anni)   |       |      | Juventus   |
| 11 | A    | Giuseppe Rossi       | 1º febbraio 1987 (21 anni)  |       |      | Villarreal |
| 12 | C    | Daniele Dessena      | 10 maggio 1987 (21 anni)    |       |      | Parma      |
| 13 | D    | Andrea Coda          | 25 aprile 1985 (23 anni)    |       |      | Udinese    |
| 14 | A    | Robert Acquafresca   | 11 settembre 1987 (20 anni) |       |      | Cagliari   |
| 15 | D    | Salvatore Bocchetti  | 30 novembre 1986 (21 anni)  |       |      | Genoa      |
| 16 | D    | Lorenzo De Silvestri | 23 maggio 1988 (20 anni)    |       |      | Lazio      |
| 17 | C    | Ignazio Abate        | 12 novembre 1986 (21 anni)  |       |      | Empoli     |
| 18 | P    | Andrea Consigli      | 27 gennaio 1987 (21 anni)   |       |      | Atalanta   |
| 20 | C    | Antonio Candreva     | 28 febbraio 1987 (21 anni)  |       |      | Udinese    |
| 21 | A    | Andrea Russotto      | 25 maggio 1988 (20 anni)    |       |      | Treviso    |